# Assholeparade
Assholeparade es una banda de hardcore de Gainesville (Florida). Ha lanzado dos LP y un EP para No Idea Records, así como algunas apariciones en compilados. Tiene canciones agresivas y cortas. Solo dos de los miembros originales de Assholeparade se mantienen en su actual alineación.

## Miembros
- Travis Ginn - (Voz) - 1995–presente
- Jon Weisburg - (Batería) - 1995–presente
- Mate Sweeting - (Guitarra) - 1998–presente
- Tony Márquez (Guitarra) - 2004–presente
- Edward Dimarco (Bajo) - 2009-presente

## Discografía
- Assholeparade/Ansojuan Split 7" (independiente, 1996)
- Palatka/Assholeparade LP compartido (Coalition Records, 1997)
- LHIGHVE 8" EP (Deep Six Records, 1998)
- Student Ghetto Violence LP / CD (No Idea Records, 1999; reestrenado como edición tour No Idea Records, 2007)
- Say Goodbye 7" EP (No Idea Records, 2005)
- Embers LP / CD (No Idea Records, 2006)
- Welcome Fucking Home 7" (No Idea Records, 2009)
- Live in Rostock 10" (To Live A Lie Records, 2011)
- Assholeparade/Slight Slappers LP compartido (No Idea Records, 2011)

## Apariciones en compilaciones
- Varios Artistas, No Idea 100: Redefiling Músic CD (No Idea Records, 2001)
- Varios Artistas, Sight And Sound : The History Of The Future VIdeo (No Idea Records, 2001)
- Varios Artistas, A Product Of Six Cents II  CD (A Product Of Six Cents, To Live A Lie Records 2009)
- Varios Artistas, To Live a Lie Records 2010 Sampler CD (To Live a Lie Records, 2010)